# Inmigración alemana en los Estados Unidos

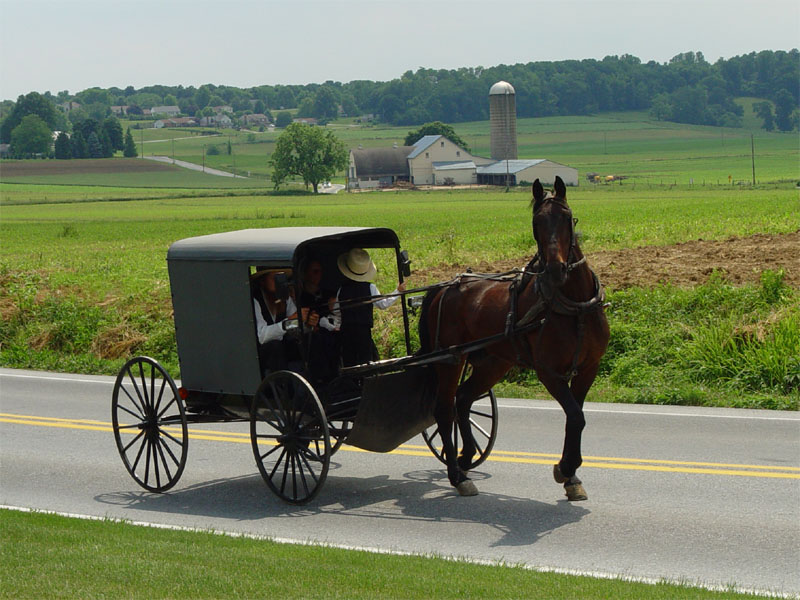
Menonitas alemanes en Lancaster

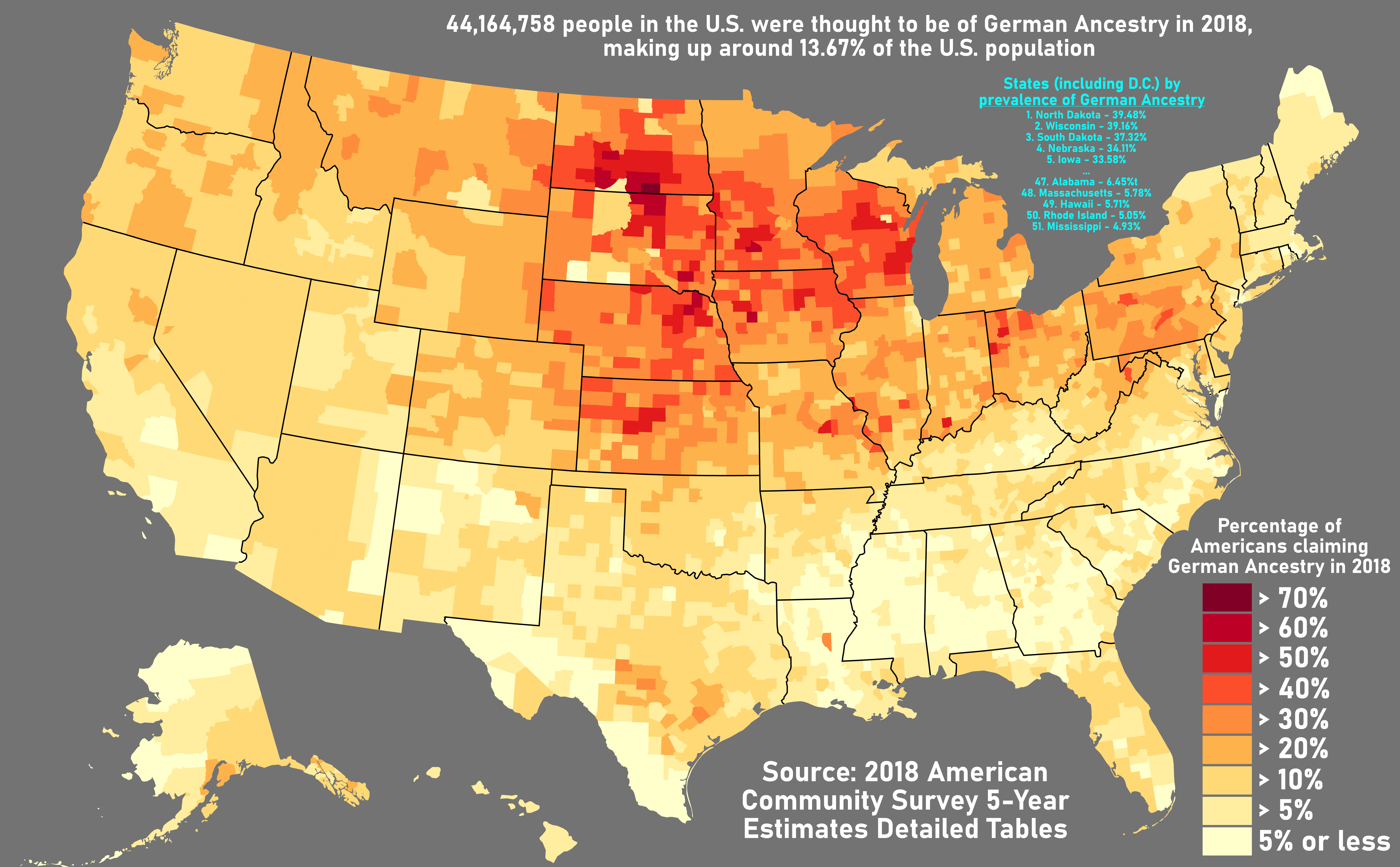
Distribución de estadounidenses que afirman tener ascendencia alemana por condado en 2018

La inmigración alemana en Estados Unidos fue masiva y contribuyó enormemente al poblamiento del país. En la actualidad, Estados Unidos posee la mayor comunidad de ascendencia alemana en América, la cual habita en todo el territorio nacional (territorio continental e insular), siendo estimada una población censal de 50 271 790 de descendientes para 2008. Los germano-estadounidenses forman el mayor grupo étnico del país, por delante de los descendientes de irlandeses e ingleses. En la actualidad 14,9% de la población de Estados Unidos tiene ascendencia alemana.
Ninguno de los estados alemanes tenían colonias en el Nuevo Mundo. No fue sino hasta la década de 1670 cuando los primeros grupos importantes de inmigrantes alemanes llegaron a las colonias británicas, estableciéndose principalmente en Nueva York y Pensilvania. Mientras muchos alemanes emigraban hacia el este en Europa, constituyendo importantes grupos de alemanes étnicos en diversos reinos (alemanes de Hungría, alemanes de Rusia, etc.), tantos otros lo hacían hacia Estados Unidos. Así, la inmigración de alemanes hacia el Nuevo Mundo aumentó considerablemente, con ocho millones que llegaron durante el siglo XIX (siete millones y medio solo entre 1820 y 1870).
Muchos llegaron en busca de libertad religiosa o política, otros por las oportunidades económicas superiores a las de Europa, y otros simplemente para tener la oportunidad de empezar de nuevo en el Nuevo Mundo. Los recién llegados antes de 1850 eran en su mayoría campesinos que buscaban las tierras más productivas, donde sus técnicas de cultivo intensivo dieran frutos. Después de 1840, muchos llegaron a las ciudades, donde Germanias (distritos poblados en su mayoría por alemanes y germanófonos), comenzaron a surgir.
Los germano-estadounidenses establecieron las primeras guarderías en Estados Unidos, introdujeron la tradición del árbol de Navidad y enriquecieron la gastronomía estadounidense dando origen a populares alimentos nacionales tales como los perros calientes y las hamburguesas.
Las celebraciones germano-estadounidenses se llevan a cabo en todo el país, uno de los más conocidos es el desfile Germano-Estadounidense de Steuben en la ciudad de Nueva York, se celebra cada tercer sábado de septiembre. También hay importantes eventos anuales en Chicago, Cincinnati, Milwaukee, Pittsburgh, St. Louis y otras ciudades. Al igual que muchos otros descendientes de otros inmigrantes que llegaron a Estados Unidos durante los siglos pasados, la mayor parte de los estadounidenses de ascendencia alemana total o parcial se encuentran asimilados, dado que el país ha aplicado políticas más o menos agresivas de asimilación forzosa sobre sus ancestros en el marco del modelo de "crisol de culturas" (en inglés: melting pot), el cual es contrapuesto al modelo de "mosaico cultural" que se dio en Canadá. 
Estados Unidos tiene una población estimada de 43 038 145 de descendientes alemanes  en 2019.A pesar de tal fuerza numérica en la década de 1970, los alemanes estaban entre los grupos étnicos menos visibles". Incluso con el actual resurgimiento de la conciencia étnica en Estados Unidos, la mayoría de los estadounidenses de origen alemán se consideran simplemente estadounidenses en el censo oficial.
Si bien hoy en día los apellidos alemanes son los que más abundan en dicho país, muchos otros han sufrido modificación parcial o total al momento del ingreso al país, ya sea por estar mal escritos o bien por tener una traducción parcial o total. Esto ha dado como resultado algunos apellidos que, aunque puedan parecer ingleses, no lo son, y por ello no existen en Inglaterra, pero sí existen en Estados Unidos. Por ejemplo, el apellido Rockefeller (adaptación del apellido alemán Roggenfeller), Eisenhower (de Eisenhauer), Cline (de Klein), Snyder (de Schneider), Steinway (de Steinweg), Studebakers (de Studebecker), Westinghouse (de Wistinghausen), etc. En otros casos, si bien la grafía del apellido no se encuentra modificada, su mala pronunciación camufla su origen, por ejemplo, en el caso del laboratorio Pfizer (apellido que en alemán se pronuncia /ˈpfɪtsɐ(ɹ)/ y no /ˈfaɪzər/).

## Historia

### Historia temprana

#### Período Colonial
Los primeros colonos ingleses llegaron a Jamestown, Virginia en 1607, y fueron acompañados por el primer germano-estadounidense, el Dr. Johannes Fleischer. Fue seguido en 1608 por cinco fabricantes de vidrio y tres carpinteros o constructores de casas. El primer asentamiento alemán permanente en lo que actualmente son los Estados Unidos fue Germantown, Pensilvania, cerca de Filadelfia, fundada el 6 de octubre de 1683.

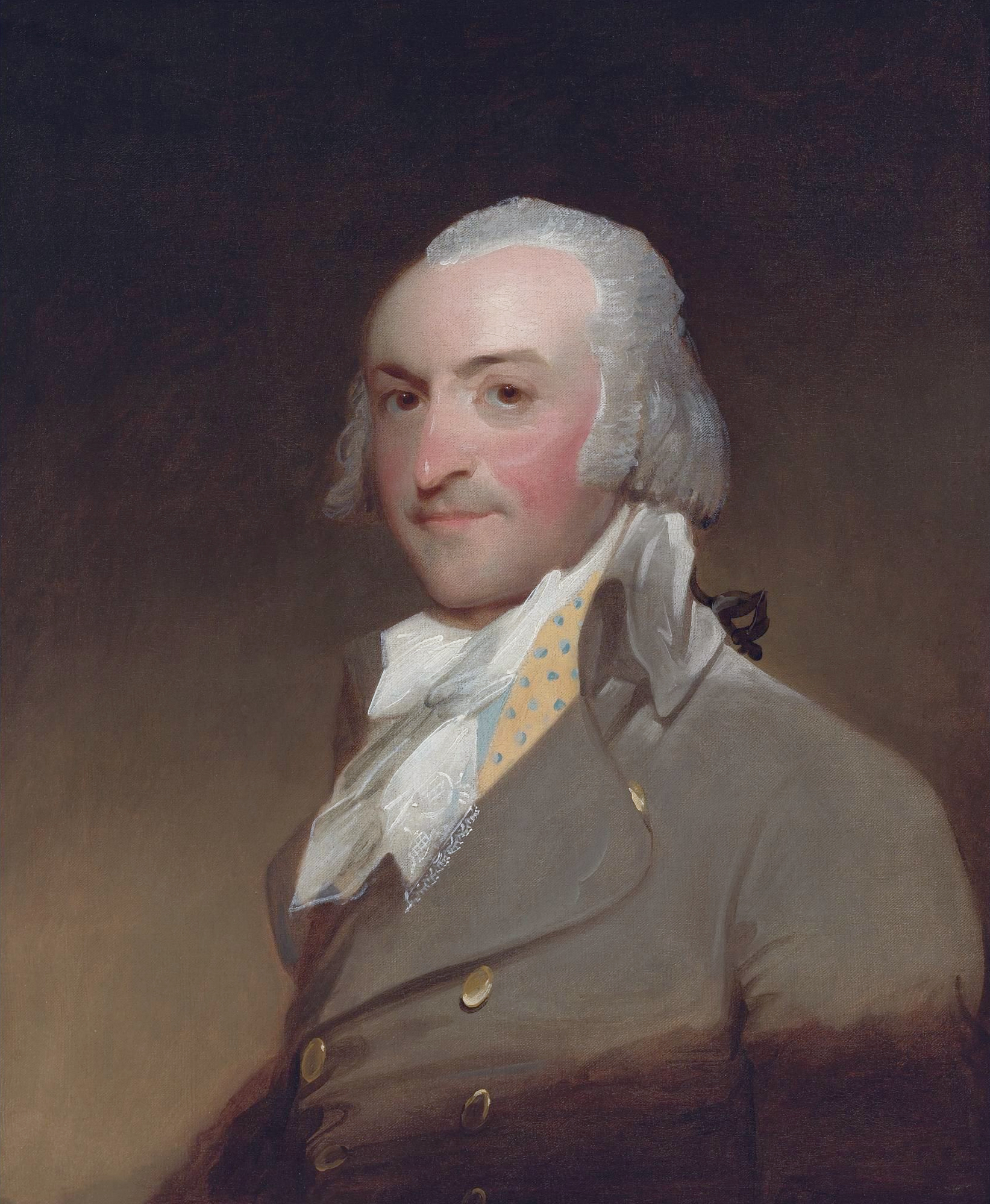
John Jacob Astor, en una pintura por Gilbert Stuart, 1794, fue el patriarca de la dinastía de la Familia Astor y el primer millonario de los Estados Unidos, haciendo su fortuna en el comercio de pieles y bienes raíces de la ciudad de Nueva York.

Un gran número de alemanes migraron desde la década de 1680 a 1760, con Pensilvania como destino favorito. Emigraron a Estados Unidos por una variedad de razones; los factores de empuje intervinieron en el empeoramiento de las oportunidades de propiedad de tierras en Europa Central, la persecución de algunos grupos religiosos, y la conscripción militar; los factores de atracción eran las mejores condiciones económicas, en particular la posibilidad de poseer tierras, y la libertad religiosa. A menudo, los inmigrantes pagaban su pasaje por la venta de su mano de obra por un período de años como sirvientes.
Grandes sectores de Pensilvania y el norte del estado de Nueva York atrajeron a los alemanes. La mayoría de ellos pertenecían a la Iglesia Luterana o Reformada alemana, muchos pertenecían a pequeñas sectas religiosas, como los moravos y menonitas. Los alemanes católicos no llegaron en número hasta después de la guerra de 1812.

#### Palatinos
En 1709, alemanes protestantes de la región alemana de Palatinado escaparon en condiciones difíciles, viajando primero hacia Róterdam y luego a Londres. La reina Ana de Gran Bretaña les ayudó a llegar a sus colonias en América. El viaje fue largo y difícil para sobrevivir debido a la mala calidad de la comida y el agua a bordo de los buques y el tifus, una enfermedad infecciosa. Muchos inmigrantes, en particular los niños, murieron antes de llegar a los Estados Unidos en junio de 1710.
La inmigración palatina de alrededor de 2.100 personas que sobrevivieron fue el mayor número de inmigración única en América durante la época colonial. La mayoría se instaló primero a lo largo del río Hudson en campos de trabajo, para pagar su pasaje. En 1711, siete aldeas habían sido establecidas en Nueva York en la mansión Robert Livingston. En 1723 los alemanes fueron los primeros europeos que pudieron comprar tierras en el oeste del Valle de Mohawk al oeste de Little Falls. Un centenar de granjas fueron asignadas en Burnetsfield Patent. Hacia 1750, los alemanes ocuparon una franja de unas 12 millas (19 kilómetros) de largo a lo largo de ambos lados del río Mohawk. El suelo era excelente, unas 500 casas fueron construidas, en su mayoría de piedra, y la región prosperó a pesar de los ataques indígenas. Herkimer era el más conocido de los asentamientos alemanes en una región mucho tiempo conocida como los “Llanos Alemanes”.
El más famoso de los primeros inmigrantes alemanes palatinos fue el editor John Peter Zenger, que dirigió la lucha en la colonial ciudad de Nueva York para la libertad de prensa en Estados Unidos. Un inmigrante más tardío, John Jacob Astor, que vino de Baden después de la Guerra de la Independencia, se convirtió en el hombre más rico de Estados Unidos, gracias a su comercio de pieles y de las inversiones inmobiliarias en Nueva York.

#### Luisiana
La Compañía Misisipi instaló miles de pioneros alemanes en la Luisiana francesa durante 1721. Alentó a los alemanes, sobre todo alemanes de la región de Alsacia que había caído recientemente bajo el dominio francés, y a los suizos para inmigrar. Alsacia fue vendido a Francia en el contexto más amplio de la guerra de los Treinta Años (1618-1648).
Los jesuitas Charlevoix fueron desde Canadá hasta Luisiana. Su carta decía: estos 9.000 alemanes, que fueron criados en el Palatinado (Alsacia) se encontraban en Arkansas. Los alemanes dejaron Arkansas en masa. Fueron a Nueva Orleans y exigieron pasaje a Europa. La Compañía Misisipi dio a los alemanes ricas tierras en la margen derecha del río Misisipi cerca de 25 millas (40 kilómetros) por encima de Nueva Orleans. el área que hoy se conoce como «la costa alemana».
Una población próspera de alemanes vivía río arriba de Nueva Orleans, Luisiana, conocida como la costa alemana. Ellos fueron atraídos a la zona por medio de panfletos como los de J. Hanno Deiler el «Luisiana: Un hogar para los colonos alemanes».

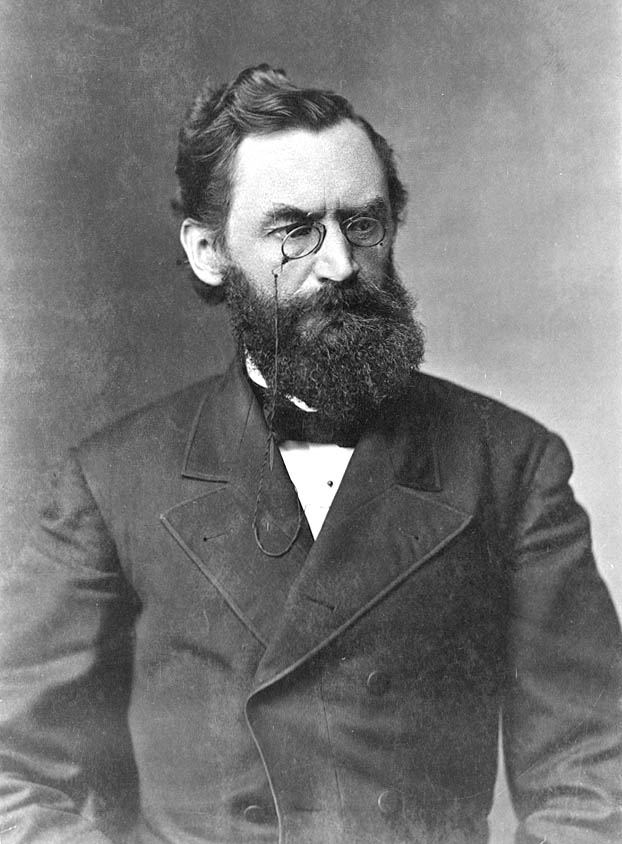
Carl Schurz fue el primer Senador de Estados Unidos nacido en Alemania (Misuri, 1868) y más tarde Secretario del Interior de Estados Unidos.

#### El Sureste
Dos oleadas de colonos alemanes en 1714 y 1717 fundaron una gran colonia en Virginia llamada Germanna, localizada cerca de la actual Culpeper.
En Carolina del Norte, los moravos alemanes que vivían alrededor de Bethlehem, Pensilvania compraron cerca de 100 000 acres (400 km²) al Lord Granville (uno de los Lores británicos propietarios) en el Piedmont de Carolina del Norte en 1753. Ellos establecieron asentamientos alemanes en ese tramo, especialmente en el área alrededor de lo que hoy es Winston-Salem. También fundaron el asentamiento transitorio de Bethabara, Carolina del Norte, traducido como Casa de Paso, la primera comunidad planificada de moravos en Carolina del Norte, en 1759. Poco después, los moravos alemanes fundaron la ciudad de Salem en 1766 (ahora una sección histórica en el centro de Winston-Salem) y Salem College (una universidad femenina temprana) en 1772.
Los inmigrantes alemanes también se asentaron en otras áreas del sur del país, entre ellos alrededor de la zona del Dutch (Deutsch) Fork de Carolina del Sur, y en Texas, especialmente en el área de Austin.
Judíos alemanes emigraron al sur de los Estados Unidos durante el siglo XIX hasta el siglo XX. Ellos formaron pequeñas comunidades de judíos alemanes en muchas partes del Sur, especialmente en las ciudades y pueblos, en los que más a menudo trabajaban como comerciantes locales y regionales, distribuidores de ganado, comerciantes de productos básicos agrícolas, banqueros y dueños de negocios. Henry Lehman, fundador de Lehman Brothers en Alabama con su hermano, es un ejemplo particularmente destacado de este tipo de inmigrantes judío-alemanes. Judíos alemanes se establecieron en ciudades como Charleston, Carolina del Sur, donde se fundó la primera sinagoga reformista (Congregación Kahal Kadosh Beth Elohim) en el país. Judíos alemanes también se asentaron en otras ciudades y pueblos del sur, donde construyeron sinagogas germano-judías.

#### Nueva Inglaterra
Entre 1742 y 1753, cerca de 1000 alemanes se establecieron en Broad Bay, Massachusetts (ahora Waldoboro, Maine). Muchos de los colonos huyeron a Boston, Nueva Escocia, y Carolina del Norte después de que sus casas se quemaran y mataran a sus vecinos o fuesen llevados al cautiverio por los nativos americanos. Los alemanes que se quedaron encontraron dificultades para sobrevivir de la agricultura, y finalmente, optaron por los sectores del transporte marítimo y la pesca.

#### Pensilvania
La marea de la inmigración alemana a Pensilvania aumentó entre 1725 y 1775, con los inmigrantes que llegaron como redemptioners o sirvientes contratados. En 1775, los alemanes constituían aproximadamente un tercio de la población del estado. Los agricultores alemanes eran reconocidos por su cría de animales altamente productivos y las prácticas agrícolas. Políticamente, eran generalmente inactivos hasta 1740, cuando se unieron a una coalición liderada por cuáqueros que tomaron el control de la legislatura, que más tarde apoyó la Revolución Americana. A pesar de esto, muchos de los colonos alemanes eran leales a la Revolución, posiblemente debido a que temían que sus concesiones de tierras reales fuesen quitadas por un nuevo gobierno republicano, o debido a la lealtad a una monarquía germano-británica que hubiese dado la oportunidad de vivir en un sociedad liberal. Los alemanes, que comprendían los luteranos, reformados, menonitas, amish, y otras ramas, desarrollaron una rica vida religiosa con una cultura musical fuerte. En conjunto, llegaron a ser conocidos como los “neerlandeses” de Pensilvania (desde Deutsch (alemán), ya que neerlandés en inglés se dice Dutch). Etimológicamente, la palabra Dutch se origina de la antigua palabra del alto alemán diutisc (de Diot ‘pueblo’), refiriéndose al germánico “lengua del pueblo”, en oposición al latín, la lengua de los sabios. Sólo más tarde la palabra se ha utilizado para referirse a las personas que hablaban el idioma.
Los hermanos Studebaker, antepasados de los fabricantes de automóviles y de vagones, llegaron a Pensilvania en 1736 de la famosa ciudad de Solingen. Con sus habilidades, hicieron carretas que llevaban los hombres de la frontera hacia el oeste; aportaron al Ejército de la Unión con la artillería en la guerra civil estadounidense, y su empresa de automóviles se convirtió en una de las más grandes en América, aunque nunca eclipsando el Big Three, y fue un factor en la guerra y en las bases industriales del Ejército.
Cuando la guerra revolucionaria estadounidense explotó, Gran Bretaña hizo arreglos con los príncipes alemanes para contratar a unos 30.000 soldados de los estados alemanes para luchar contra el ejército estadounidense. El grupo más numeroso procedía del país de Hesse, y los soldados son conocidos a menudo como hessianos. Muchos se convirtieron en prisioneros en las granjas estadounidenses, algunos de los cuales se establecieron permanentemente en Estados Unidos.
De los nombres en el censo de 1790 de Estados Unidos, los historiadores estiman que los alemanes constituían casi el 9 % de la población blanca de los Estados Unidos.

#### SigloXIX

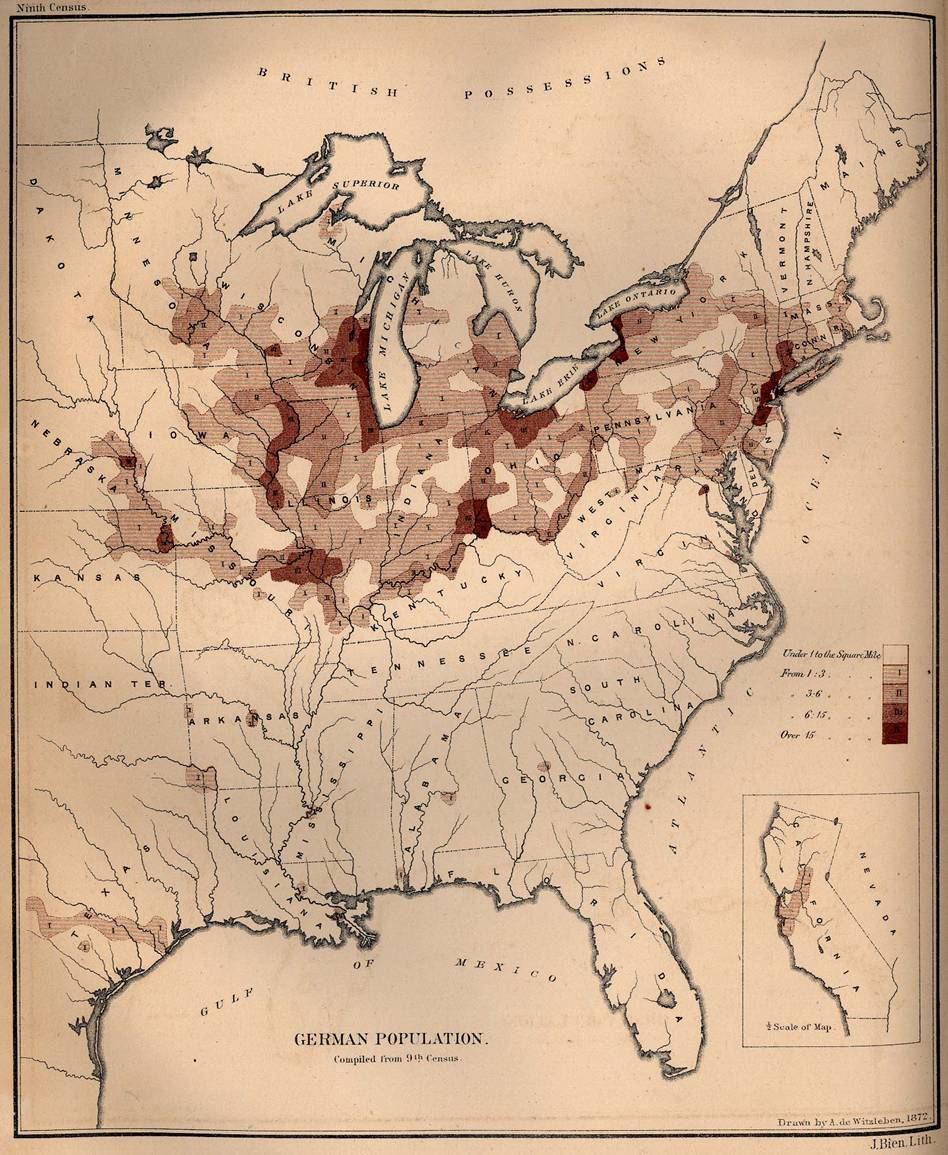
Densidad de población alemana en los Estados Unidos en el año 1872.

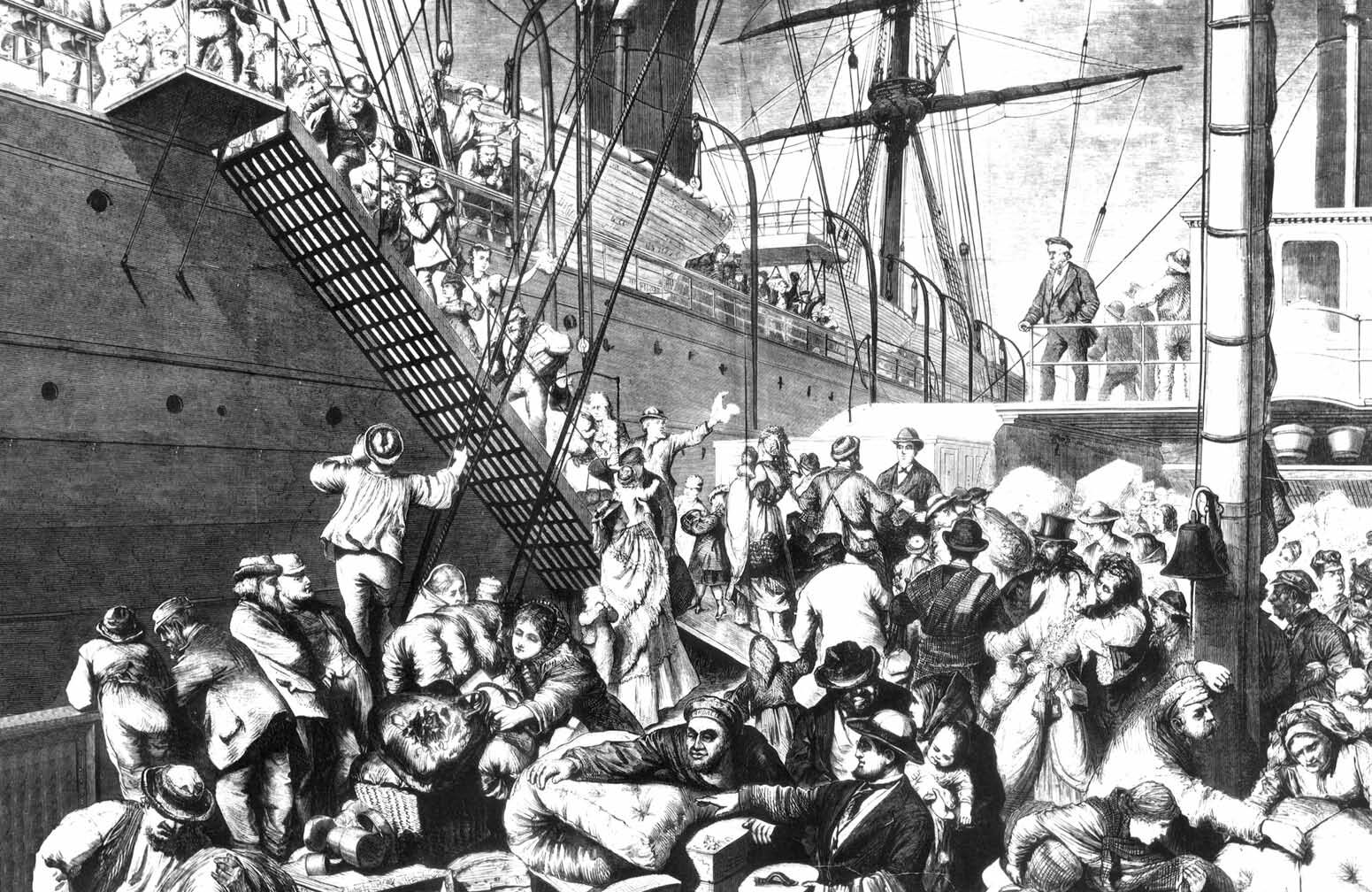
migración de alemanes en 1874

Se estima que entre 1800 y el presente, más de siete millones de hablantes de alemán emigraron a los EE. UU., la mayoría de los cuales llegaron entre 1840 y 1914.
El mayor flujo de la inmigración alemana hacia América se produjo entre 1820 y la Primera Guerra Mundial, durante la cual casi seis millones de alemanes emigraron a los Estados Unidos. De 1840 a 1880, eran el grupo más grande de inmigrantes. A raíz de las revoluciones de 1848 en los estados alemanes, una ola de refugiados políticos huyeron a Estados Unidos, que llegaron a ser conocidos como Forty-Eighters (los del '48 en inglés). Entre ellos profesionales, periodistas y políticos. Prominentes Forty-Eighters incluyeron a Carl Schurz y a Henry Villard. Luego emigraron por conflictos como la Guerra de los Ducados, guerra austro-prusiana o la guerra franco-prusiana que dio lugar al nacimiento del Imperio alemán.
La disminución del auge estuvo relacionada con la crisis agrícola de 1847. A los precios de los alimentos y a la crisis del hambre se unieron el desempleo y la pérdida de ingresos. Esto reforzó aún más la tendencia prerrevolucionaria, incluso entre las clases bajas. La depresión económica no terminó hasta finales de 1849 o principios de 1850.
Alemania era un país desigual, la urbanización y la industrialización se centraron en el norte y el oeste, mientras que el sur y el este de Alemania conservaron su carácter predominantemente rural.
Como resultado de la urbanización de Alemania, la clase trabajadora alemana a menudo tuvo que lidiar con condiciones de vida y de trabajo miserables.
Bismarck se basó en una tradición de programas de bienestar en Prusia y Sajonia que comenzó ya en la década de 1840. En la década de 1880 introdujo las pensiones de vejez, el seguro de accidentes, la atención médica y el seguro de desempleo que formaron la base del moderno estado de bienestar europeo. Sus programas paternalistas ganaron el apoyo de la industria alemana porque sus objetivos eran ganar el apoyo de las clases trabajadoras para el Imperio y reducir la salida de inmigrantes a Estados Unidos, donde los salarios eran más altos, pero el bienestar no existía.
Tras la unificación del Imperio en 1871, la rápida expansión de la industria alemana provocó un aumento considerable de la clase obrera, y el canciller Bismarck tuvo que lidiar con un potente sindicalismo, el canciller aprobó, en 1878, la ley de Excepción (o ley Antisocialista), que ilegalizaba los partidos obreros y ponía muchas trabas a la existencia de sindicatos, además de prohibir cualquier actividad pública del movimiento obrero aunque después impulsó reformas obreras como pensiones de jubilación a partir de los 70 años, sin embargo por aquel entonces, la esperanza media de vida en Alemania era de 35 años para los hombres y de 38 para las mujeres, por lo que la clase media y alta de la sociedad alemana, las que más posibilidades tenían de llegar a tales edades, fueron las principales beneficiarias de las medidas.
Entre 1897 y 1916 se emprendió la construcción de una gran flota alemana que el Káiser pretendía utilizar para afianzar los intereses coloniales del Imperio. Los elevados gastos del Ministerio de Marina supusieron un desembolso extremo para la economía del Imperio que repercutió negativamente en el nivel de vida de la clase trabajadora, dado que la mayor parte de los ingresos provenían de impuestos indirectos.  
Otras fuentes dicen que casi 8 millones de alemanes emigraron a Estados Unidos entre 1820 y 1870.
| Inmigración Alemana a Estados Unidos (1820–2004) | Inmigración Alemana a Estados Unidos (1820–2004) | Inmigración Alemana a Estados Unidos (1820–2004) | Inmigración Alemana a Estados Unidos (1820–2004) |
| Inmigración periodo                              | Número de Inmigrantes                            | Inmigración periodo                              | Número de Inmigrantes                            |
| ------------------------------------------------ | ------------------------------------------------ | ------------------------------------------------ | ------------------------------------------------ |
| 1820–1840                                        | 160,335                                          | 1921–1930                                        | 412,202                                          |
| 1841–1850                                        | 434,626                                          | 1931–1940                                        | 114,058                                          |
| 1851–1860                                        | 951,667                                          | 1941–1950                                        | 226,578                                          |
| 1861–1870                                        | 787,468                                          | 1951–1960                                        | 477,765                                          |
| 1871–1880                                        | 718,182                                          | 1961–1970                                        | 190,796                                          |
| 1881–1890                                        | 1,452,970                                        | 1971–1980                                        | 74,414                                           |
| 1891–1900                                        | 505,152                                          | 1981–1990                                        | 91,961                                           |
| 1901–1910                                        | 341,498                                          | 1991–2000                                        | 92,606                                           |
| 1911–1920                                        | 143,945                                          | 2001–2004                                        | 61,253                                           |
| Total : 7,237,594                                |                                                  |                                                  |                                                  |

Los primeros emigrantes europeos viajaban en las bodegas de cargueros. Con la llegada de los motores de vapor, se estableció un eficiente mecanismo de transporte transatlántico de pasajeros a finales de la década de 1860. Se basaba en transatlánticos de líneas de navegación internacionales, entre las que destacaban Hamburg America Line, Norddeutscher Lloyd, Cunard Line y White Star Line.

#### SigloXX
La crisis del abastecimiento por la cual la población alemana sufría durante la Primera Guerra Mundial (1914-1918) conllevó distintas consecuencias apreciables tanto en la vida cotidiana, caracterizada por la mortalidad anormalmente elevada, como en el desarrollo de la guerra, la gran hambruna provocó entre otros factores el fin de la guerra y el comienzo de la revolución en noviembre de 1918, poniendo fin a la monarquía constitucional del imperio alemán y llevando a cabo el nacimiento de una república democrática, la República de Weimar. Entre 1931 y 1940, 114 000 alemanes se mudaron a los Estados Unidos, muchos de los cuales, incluido el ganador del premio Nobel Albert Einstein y el autor Erich Maria Remarque, eran alemanes judíos o antinazis que huían de la opresión del gobierno. La guerra evocó fuertes sentimientos patrióticos proestadounidenses entre los germano-estadounidenses, pocos de los cuales para entonces tenían contactos con parientes lejanos en el viejo país. Entre 1951-1960, 580 000 alemanes emigraron a los Estados Unidos y entre 1961-1970, 210 000 alemanes emigraron a los Estados Unidos y entre 1971-1980, 65 000 alemanes emigraron a los Estados Unidos.

#### SigloXXI
Alrededor de 180 000 ciudadanos alemanes viven en los Estados Unidos en 2020.

#### Ciudades
Las ciudades de Milwaukee, Cincinnati, St. Louis, Chicago, Nueva York y Baltimore fueron destinos favorecidos de los inmigrantes alemanes. Además, la zona norte de Kentucky fue el destino preferido. En 1900, la población de las ciudades de Cleveland, Milwaukee, Hoboken, y Cincinnati estaban compuestas por más del 40 % de germano-estadounidenses. Dubuque y Davenport, Iowa tenían proporciones aún mayores, al igual que en Omaha, Nebraska, donde la proporción de germano-estadounidenses fue del 57 % en 1910. En muchas otras ciudades del norte, como Fort Wayne, Indiana, los germano-estadounidenses eran al menos el 30 % de la población. Muchas concentraciones adquirieron nombres distintivos demostrando su herencia, como el Distrito Over-the-Rhine distrito en Cincinnati y German Village en Columbus, Ohio.
Un destino favorito era Milwaukee, conocida como “la Atenas alemana”. Los alemanes radicales entrenados en la política en el viejo país dominaron a los socialistas de la ciudad. Los trabajadores calificados dominaron muchos oficios, mientras que los empresarios crearon la industria de la cerveza, las marcas más famosas incluyen Pabst, Schlitz, Miller, y Blatz.
Considerando que la mitad de los inmigrantes alemanes se asentaron en las ciudades, la otra mitad se estableció en granjas del medio oeste. De Ohio a los estados de la llanura, persiste una fuerte presencia en las zonas rurales en el siglo XXI. Unos pocos alemanes se establecieron en el sur del país, aparte de algunos establecidos en Nueva Orleans.

##### Texas

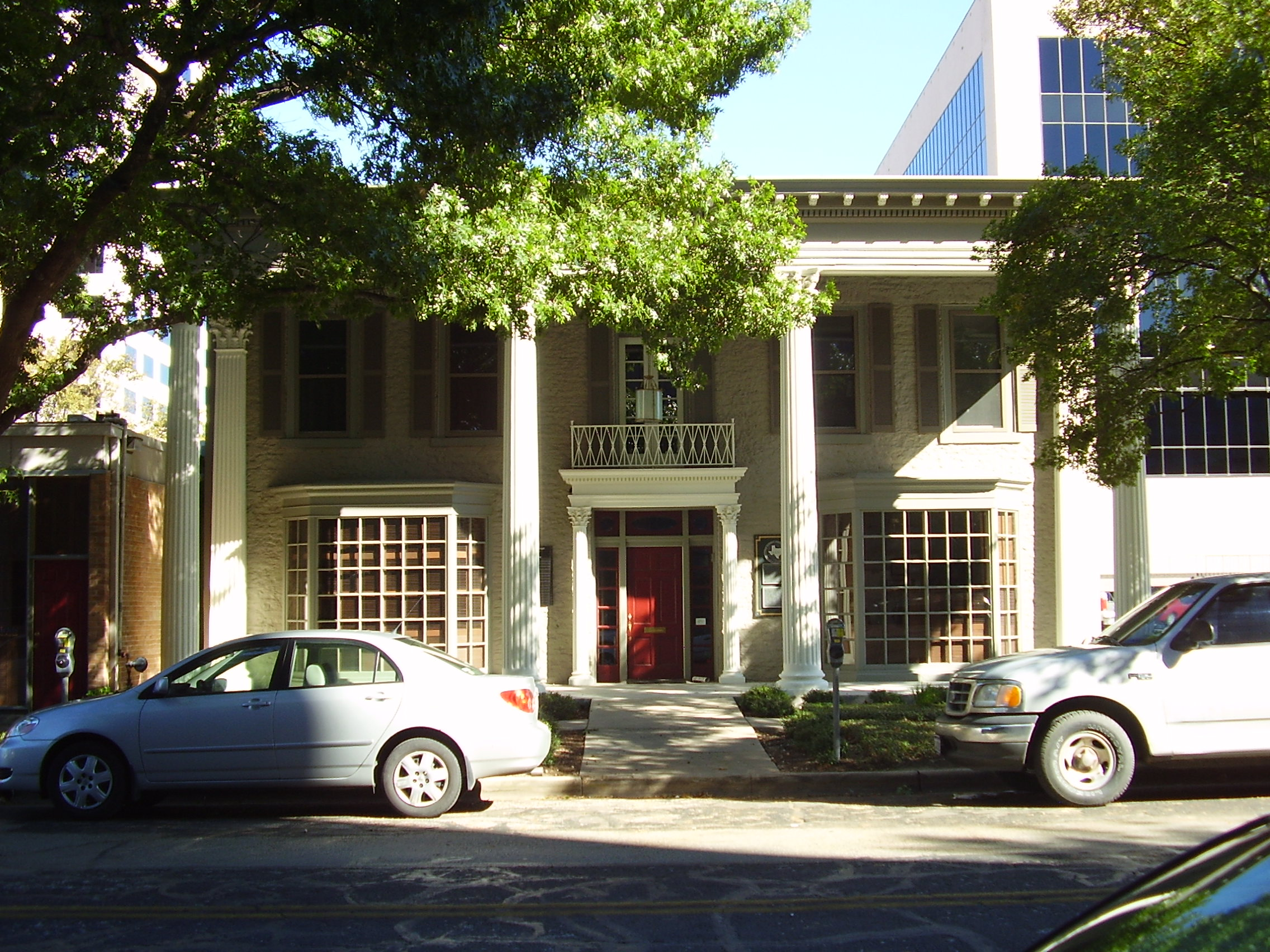
La Casa Wahrenberger en Austin, Texas funcionó como una escuela germano-estadounidense.

Texas atrajo a muchos alemanes que entraron a través de Galveston e Indianola, tanto a los que llegaron a las granjas, y más tarde los inmigrantes que más rápidamente tomaron empleos industriales en ciudades como Houston. Como en Milwaukee, los alemanes en Houston construyeron la industria cervecera. Hacia 1920, la primera generación de germano-estadounidenses con educación universitaria se movía en las industrias química y petrolera.
Texas tenía unos 20.000 estadounidenses de origen alemán en la década de 1850. Ellos no formaban un bloque uniforme, pero eran muy diversos y se inspiraron en las zonas geográficas y sectores de la sociedad europea, a excepción de los muy pocos aristócratas o empresarios de clase media alta recién llegados. En este sentido, la «Germania de Texas» era un microcosmos de la población germana repartida por todo el país.
Los alemanes que se asentaron en Texas eran diferentes en muchos aspectos. Entre ellos se encontraban campesinos agricultores e intelectuales, protestantes, católicos, judíos, y ateos; prusianos, sajones y hessianos; abolicionistas y esclavistas, agricultores y gente de la ciudad, frugales, gente honesta y asesinos del hacha. Se diferenciaban en dialecto, costumbres y rasgos físicos. La mayoría habían sido agricultores en Alemania, y la mayoría llegaron en busca de oportunidades económicas. Algunos intelectuales disidentes que huían de las revoluciones de 1848 buscaron la libertad política, pero pocos, salvo quizás los Wends, llegaron por la libertad religiosa. Los asentamientos alemanes en Texas reflejan su diversidad. Incluso en el espacio cerrado del Hill Country, cada valle ofrece un tipo diferente de alemán. El valle Llano tenía severos, abstemios metodistas alemanes, quienes renunciaron a las organizaciones de baile y fraternidad, el valle Pedernales tuvo amantes de la diversión, luteranos y católicos trabajadores quienes disfrutaban beber y bailar, y el valle de Guadalupe donde había alemanes librepensadores descendientes de los refugiados políticos intelectuales. Las islas dispersas étnicos alemanes también fueron diversas. Estos pequeños enclaves incluidos Lindsay en el Condado de Cooke, en gran parte católica de Westfalia; Waka en el condado de Ochiltree, Midwestern menonita; Hurnville en el condado de Clay, Rusia German Bautista, y Lockett en el condado de Wilbarger, vendo luterana.